# Nobili (Mondkrater)
Nobili ist ein Einschlagkrater auf der Mondvorderseite, unmittelbar westlich des Kraters Schubert X, dessen Rand von Nobili teilweise überdeckt wird.
Der Krater wurde 1976 von der IAU nach dem italienischen Physiker Leopoldo Nobili offiziell benannt.